# 無鰭海龍屬
無鰭海龍屬，為輻鰭魚綱棘背魚目海龍科的其中一屬。

## 下属物种
- 巴哈馬無鰭海龍（Penetopteryx nanus）
- 頭紋無鰭海龍（Penetopteryx taeniocephalus）